# 이바르 마운트배튼 경
이바르 알렉산더 마이클 마운트배튼 경(Lord Ivar Alexander Michael Mountbatten, 1963년 3월 9일 ~ )은 영국 귀족, 농부, 지질학자, 사업가이다. 그는 캠브리지 애널리티카의 모회사인 SCL 그룹의 전 이사이다.
비록 그는 공식적인 영국 왕실의 일원은 아니지만, 공개적으로 동성 관계를 맺고 있는 영국 군주의 대가족 중 최초의 일원이며, 2018년 파트너인 제임스 코일과 결혼하면서 동성 결혼식을 올린 최초의 인물이다.